# Ghisi (famiglia mantovana)
I Ghisi (o de Ghisi) furono una famiglia mantovana, estinta nel XVII secolo.
Originari di Parma, si trapiantarono a Mantova nella metà del XIV secolo con Giovanni de Ghisiis, notaio.

## Esponenti illustri

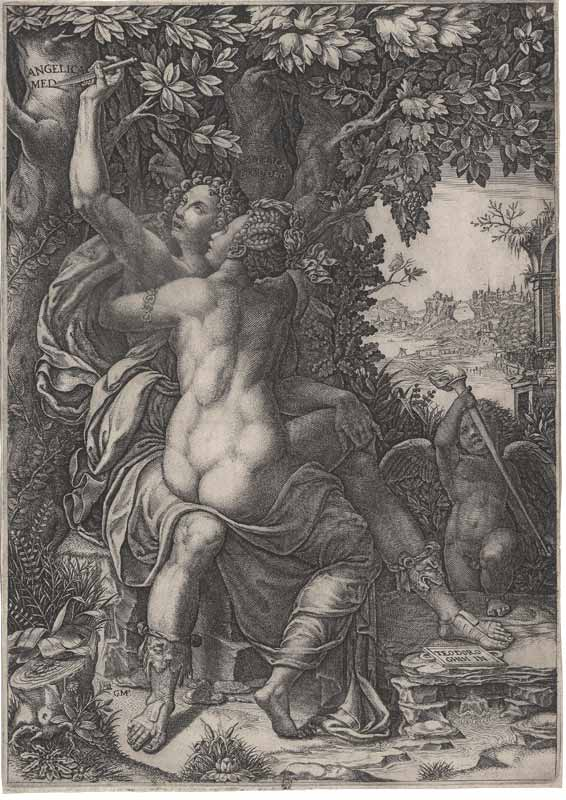
Angelica e Medoro, incisione di Giorgio Ghisi, su un disegno del fratello Teodoro.

- Giovanni de Ghisiis (XIV secolo), notaio
- Andrea I Ghisi (XVI secolo), notaio, figlio di Giovanni
- Giovanni Battista Ghisi (1500-1575) detto "il Mantovano", pittore e incisore, padre di Adamo e Diana[2]
- Andrea II Ghisi (?-1504), giureconsulto
- Ludovico Ghisi (XV secolo), mercante, padre di Giorgio e Teodoro
- Giorgio Ghisi (1520-1582), incisore
- Adamo Ghisi (1530-1585), incisore[2]
- Teodoro Ghisi (1536-1601),
- Diana Scultori Ghisi (1547-1612), medaglista
- Ludovico Ghisi (XVII secolo), figlio di Teodoro, fu l'ultimo esponente maschio della famiglia, viveva nel 1637.